# Limundo.com
Limundo.com  најпопуларнији је веб-сајт у Србији у категорији аукцијских сајтова и један од посећенијих сајтова везаних за интернет продају.
Основала су га 2006. године браћа Владимир и Ненад Николић.
Назив "Лимундо" потиче од речи "liberté" (слобода) и "mundo" (свет).
Продаја и куповина на сајту врше се надметањем које креће од задате почетне цене или куповином по фиксној цени. Почетна цена може да буде 10 или више динара, а продавац има и могућност да постави цену по којој купац може одмах да купи наведени артикал. Свака аукција има време трајања које не може бити краће од једног дана. Услов да се аукција прекине је да није било понуда на самој аукцији. 
Регистрација је потпуно бесплатна. Сајт је бесплатан за купце, док продавци плаћају провизију за продају.
Постоји већи број категорија као што су: Техника, рачунари и опрема, филателија итд. Посебну категорију представљају хуманитарне аукције које су потпуно бесплатне за организације које их покрећу.
Лимундо је део ЛимундоГрада заједно са Kupindo.com и другим сајтовима.

## Сигурност
Потпуна сигурност у купопродаји на сајтовима један је од циљева око којих је окупљен цео ЛимундоГрад тим.
О сигурности најбоље говори Лимундо заштита Архивирано на веб-сајту  (17. јул 2020) - осигурање и за купце и за продавце.
У оквиру ЛимундоГрад тима постоји посебан тим за сигурност чији је посао не само да спречи превару, већ и да своје дугогодишње искуство, знање и ресурсе искористи ради правног процесуирања особе која је извршила превару.